# Kovácsszénája
Kovácsszénája es un pueblo ubicado en el distrito de Pécs, en el condado de Baranya, Hungría.

## Superficie
Posee una superficie de 7,830 kilómetros cuadrados.

## Demografía
Hasta 2019 la población era de 73 habitantes, con una densidad de población de 9,323 habitantes por kilómetro cuadrado.